# Roma (pel·lícula de 2018)
|  | Aquest article tracta sobre una pel·lícula de l'any 2018. Vegeu-ne altres significats a «Roma (desambiguació)». |

Roma és una pel·lícula mexicana estrenada l'any 2018 que pertany al gènere del drama; dirigida, escrita, co-fotografiada i co-produïda per Alfonso Cuarón. Els protagonistes de la pel·lícula són Yalitza Aparicio, Nancy García García, Marina de Tavira, Marco Graf, Daniela Demesa, Enoc Leaño y Daniel Valtierra Ambientada a principis de la dècada de 1970, la pel·lícula és una versió semi-biogràfica de la formació de Cuarón a la Ciutat de Mèxic, i segueix la vida d'una família de classe mitjana i la seva minyona i mainadera Cleo.
La pel·lícula es va anunciar al Festival Internacional de Cinema de Venècia el 30 d'agost de 2018, on va guanyar el Lleó d'Or. La seva estrena als cinemes, així com a streaming per Netflix està prevista pel 14 de desembre de 2018.
Va ser seleccionada per representar a Mèxic a la categoria de Millor pel·lícula de parla no anglesa a l'edició 91 dels Premis Òscar.

## Argument
La pel·lícula narra un any a la vida d'una família de classe mitjana a la colònia Roma de la Ciutat de Mèxic a principis dels anys setanta.

## Repartiment
- Yalitza Aparicio com a Cleo
- Nancy García García com a Adela
- Daniela Demesa com a Sofi
- Marina de Tavira com a Sra. Sofía
- Marco Graf com a Pepe
- Enoc Leaño com a Político
- Daniel Valtierra
- Diego Cortina Autrey com a Toño
- Carlos Peralta com a Paco
- Verónica García com a Sra. Teresa
- Andy Cortés com a Ignacio
- Fernando Grediaga com a Sr. Antonio
- Jorge Antonio Guerrero com a Fermín
- José Manuel Guerrero Mendoza com a Ramón
- Latin Lover com a Profesor Zovek

## Producció
El 8 de setembre de 2016, es va anunciar que Alfonso Cuarón escriuria i dirigiria un projecte centrat en una família mexicana que vivia en la Ciutat de Mèxic a la dècada de 1970. La producció estava programada per començar a la tardor del 2016. El projecte seria produït per Cuarón, Gabriela Rodríguez i Nicolás Celis.

### Incident en el set
El 3 de novembre de 2016 es va revelar que l'equip va ser robat al set durant el rodatge.
Segons l'estudi, "dues dones van ser copejades, cinc membres de l'equip van ser hospitalitzats i es van robar telèfons, carteres i joies" durant l'atac. Segons els informes, l'equip va arribar per organitzar el rodatge del dia en què un grup de treballadors de la ciutat es va acostar a l'equip i va intentar tancar la filmació. L'equip va declarar que tenien permís per filmar, però els treballadors van persistir i va esclatar una baralla entre tots dos grups.

## Estrena
A l'abril de 2018, es va anunciar que Netflix havia adquirit els drets de distribució de la pel·lícula. La pel·lícula va ser estrenada al Festival Internacional de Cinema de Venècia el 30 d'agost de 2018, resultant guanyadora del Lleó d'Or a la millor pel·lícula del festival el 8 de setembre de 2018. Va tenir el seu debut a Amèrica del Nord l'endemà d'haver-se estrenat a Venècia, al Festival de Cinema de Telluride. La pel·lícula va aparèixer també en el Festival Internacional de Cinema de Toronto el 10 de setembre de 2018 i va ser presentada al Festival Internacional de Cinema de Sant Sebastià el 27 de setembre i al Festival de Cinema de Nova York el 5 d'octubre de 2018. L'1 de setembre es va estrenar al Cinema Tonalá de la Ciutat de Mèxic. L'estrena està programada el 14 de desembre tant en sales com en la plataforma de Netflix.
El tràiler de la pel·lícula, que dura un minut i mostra aigua que flueix repetidament sobre taulells amb sons de rentada de fons, va ser llançat el 25 de juliol de 2018 per Cuarón a través del seu compte de Twitter.

## Recepció

### Crítica
A Rotten Tomatoes, Roma té un índex d'aprovació del 98% basat en 43 comentaris, amb una mitjana de 9.1/10. El consens crític de la pàgina web diu: "Roma troba a l'escriptor i director Alfonso Cuarón en un complet i apassionant domini del seu art visual, i li explica la història més poderosament personal de la seva carrera". En Metacritic, la pel·lícula té una puntuació faig una mitjana de ponderada de 96 sobre 100, basada en 20 crítiques, que indica "aclamació universal". Al Festival Internacional de Cinema de Toronto, la pel·lícula va ser nomenada segona finalista del Premi del Público.

### Reaccions
Diverses activistes pels drets de les treballadores de la llar van destacar la importància de la pel·lícula de cara a visibilitzar la situació del treball de la llar. Per exemple, Marcelina Bautista va subratllar que "Roma ens dona l'oportunitat com a societat de tornar a parlar del tema de les treballadores de la llar", mentre que Carmen Juares va apuntar que s'havien d'"aprofitar les eines i la notorietat que la pel·lícula suposa". A més, organitzacions de treballadores van dur a terme projeccions de la pel·lícula i van estar presents a la cerimònia dels Premis Oscar convidades per Cuarón.

## Premis i nominacions
La pel·lícula va ser estrenada al Festival Internacional de Cinema de Venècia el 30 d'agost de 2018, resultant guanyadora del Lleó d'Or a la millor pel·lícula del festival el 8 de setembre de 2018. A més d'obtenir el tercer lloc en el Premi del Públic al Festival Internacional de Cinema de Toronto.